# Guirei
Guirei - Гирей (rus) és un possiólok, un poble, del krai de Krasnodar, a Rússia. Es troba a la vora esquerra del riu Kuban, a 5 km al sud-est de Gulkévitxi i a 138 km a l'est de Krasnodar, la capital.
Pertanyen a aquest municipi el khútor de Txeredinovski i el poble de Prioziórnoie.